# Observatorio IRAM Pico Veleta

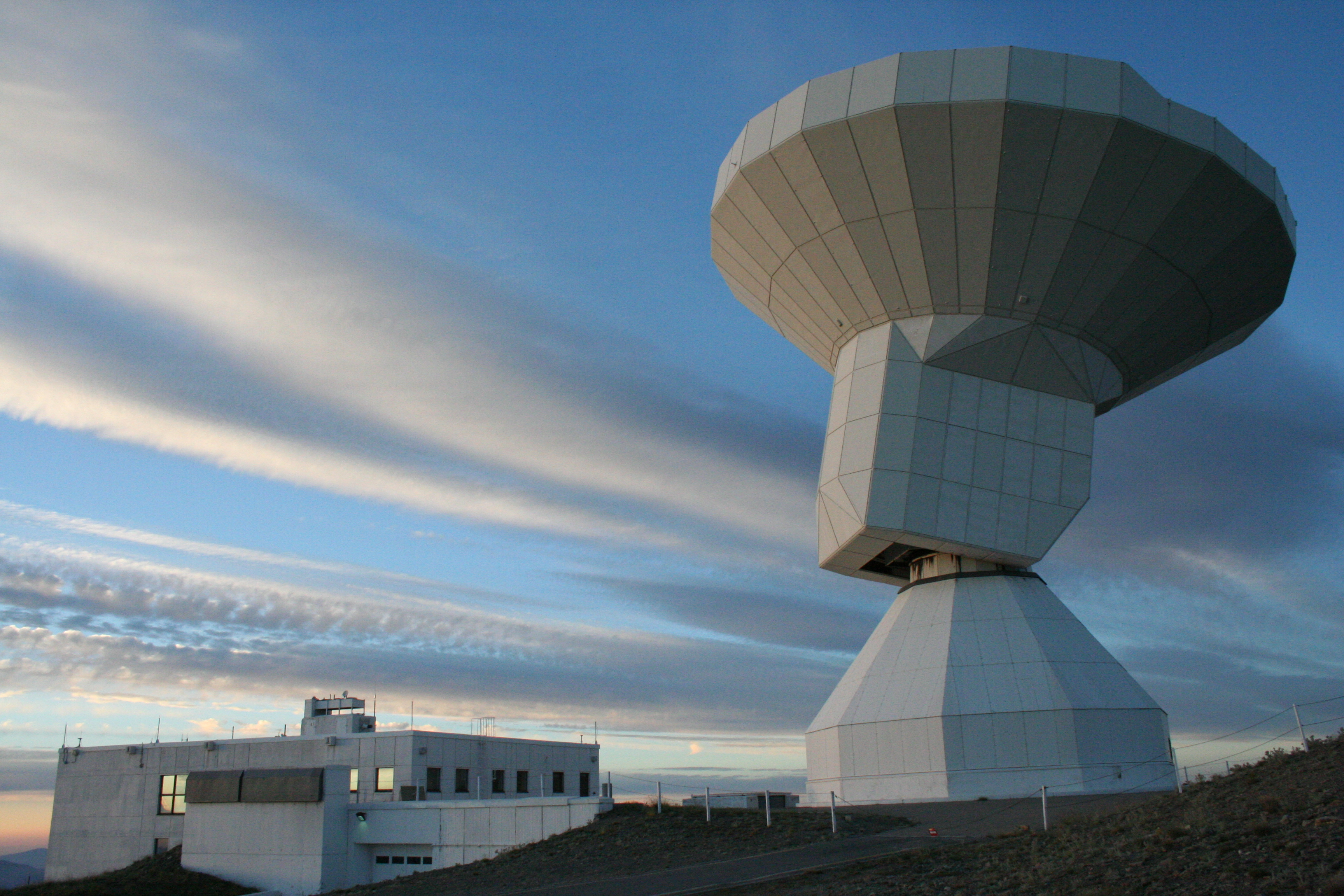
Vista de la antena de 30m.

El Observatorio IRAM Pico Veleta o IRAM 30m es un radiotelescopio perteneciente al Instituto de Radioastronomía Milimétrica que está situado en la loma de Dílar en Sierra Nevada a una altitud de 2850 m s. n. m.
El radiotelescopio tiene una antena única con un diámetro de 30 metros que recibe en el rango de las ondas milimétricas, entre los 0,8 y los 3 mm (de unos 80 a unos 300 GHz).
El Observatorio IRAM Pico Veleta participó en el proyecto EHT (Event Horizon Telescope o Telescopio del Horizonte de Sucesos), que obtuvo la primera imagen real de un agujero negro el 10 de abril de 2019, situado en el centro de la Galaxia elíptica M87. La observación del IRAM fue particularmente clave para la definir la sombra del agujero negro.

## Características técnicas
El radiotelescopio dispone de los siguientes receptores:
- 8 receptores superheterodinos SIS (Superconductor Aislante Superconductor; de sus siglas en inglés). En 4 rangos de frecuencias: 80-115,5 GHz; 130-183 GHz; 197-266 GHz y 241-281 GHz en dos polarizaciones cada rango. Hay combinaciones posibles entre las dos polarizaciones que permiten observar en dos frecuencias simultáneamente.
- Un receptor superheterodino de 3x3 píxeles separados 24 segundos de arco con 2 polarizaciones denominado HERA que puede observar en una banda centrada sobre los 230 GHz.
- Dos bolómetros, uno de 37 y otro de 117 píxeles separados 20 segundos de arco denominados MAMBO I y MAMBO II respectivamente. Reciben a una longitud de onda de 1,2 mm. Se encuentran refrigerados a 300 mK usando Helio líquido. Actualmente (noviembre de 2007) solo se usa MAMBO II.

## Ciencia
Con los receptores SIS y HERA se pueden observar las líneas moleculares que se encuentran en el medio interestelar y en cometas, planetas y satélites del sistema solar. Por ejemplo, con este radiotelescopio se observó el efecto de la colisión del cometa Shoemaker-Levy 9 contra Júpiter y la formación de moléculas como el CO, HCN, CS tras el impacto. 
Con el bolómetro se pueden observar objetos muy fríos o muy lejanos con grandes corrimientos al rojo, por ejemplo, el polvo más frío de las galaxias.